# Stammbach
Stammbach je město (Markt) v německé spolkové zemi Bavorsko, v zemském okresu Hof.

## Geografie

### Místní části
Obec je oficiálně rozdělena na 45 částí:
| - Abendhut - Altpoppenreuth - Altstammbach - Bucheckeinzel - Bucheckmühle - Bugeinzel b.Tennersreuth - Fleisnitz - Fleisnitzmühle - Förstenreuth - Gundlitz - Hampelshof - Hartmannseinzel | - Herrnschrot - Höflein - Hohenbuchen - Höhlmühle - Horlachen - Kirschbaum - Kropfeinzel - Kropfmühle - Lindenhof - Loh - Metzlesdorf | - Mittlereinzel - Oberbuch - Obereinzel - Obertennersreuth - Oelschnitz - Pumphaus a.Wildenhof - Querenbach - Reba - Rindlas - Röhrigeinzel - Schützenhaus | - Senftenhof - Sickenreuth - Siedlung a.d.Gundlitzer-Straße - Stammbach - Steinfurth - Tennersreuth - Untereinzel - Weickenreuth - Weißenstein - Wildenhof - Winklas |

## Historie
Do roku 1792 patřilo město knížectví Bayreuth. V roce 1792 připadl Prusku. Po tylžském míru v roce 1807 přešla jeho správa pod Francii a v roce 1810 byl připojen k Bavorsku.
V roce 1938 byla připojena obec Fleisnitz. 1. července 1972 byl začleněn Förstenreuth a část obce Straas.

## Demografie
| 1900 | 1950 | 2000 | 2011 |
| ---- | ---- | ---- | ---- |
| 3352 | 2755 | 2662 | 2366 |

## Náboženství
V roce 2008 vznikl v obci první buddhistický lesní klášter Muttodaya v Německu.